# Ouaka (rivière)
L'Ouaka est un affluent de la rivière Oubangui (rive droite) situé dans le Bassin du Congo en République centrafricaine. Elle est aussi appelée Kouango dans son cours inférieur.

## Géographie
Elle prend sa source au sud-ouest du plateau d'Ouadda vers 680 m d'altitude, son cours s'oriente vers le sud-ouest jusqu'aux collines de Mandonguéré. Elle se dirige alors vers le Koukourou, elle reçoit ensuite la Youhamba et poursuit son cours vers le sud. Elle reçoit en rive droite le Koudou (aussi appelé la Kébi) et arrose la localité de Bakala. La Baïdou, la rejoint puis elle atteint Bambari au 375e km de son cours. Elle se jette dans l'Oubangui en aval de Kouango.

## Affluents
- La Goulo
- La Youhamba
- La Kaba
- La Djimbia
- La Koudou
  - La Gouda 
    - La Kébi
    - La Koli
- La Dessi
- La Baïdou
  - La Kouchou
  - La Youngou
- La Pombo
- La Ngépa (ou Nguépa)
- La Bade
- La Yaoga
- La Mindou
- La Pandi
  - La Bovo
- La Ngouakoubo
- La Ibi